# Fluorescència retardada activada tèrmicament
La fluorescència retardada activada tèrmicament (TADF) és un procés a través del qual l'energia tèrmica circumdant canvia la població d'estats excitats dels compostos moleculars i, per tant, altera l'emissió de llum. El procés TADF normalment implica una espècie molecular excitada en un estat triplet, que comunament té una transició prohibida a l'estat fonamental singlet, anomenada fosforescència. En absorbir energia tèrmica propera, l'estat triplet pot experimentar un encreuament intersistema invers (RISC) convertint la població d'estat triplet en un estat singlet excitat, que després emet llum a l'estat fonamental singlet en un procés retardat anomenat fluorescència retardada. En conseqüència, en molts casos, les molècules de TADF mostren dos tipus d'emissió, una fluorescència retardada i una fluorescència ràpida. Això es troba per a molècules orgàniques específiques, però també per a compostos organometallics de transició seleccionats, com ara els complexos de Cu(I). Juntament amb les molècules fluorescents orgàniques tradicionals i els complexos de metalls de transició organofosforescents, els compostos TADF pertanyen als tres principals grups de materials emissors de llum utilitzats en els díodes orgànics emissors de llum (OLED).

## Història
La primera evidència de fluorescència retardada activada tèrmicament en una molècula orgànica es va descobrir el 1961 investigant el compost eosina. L'emissió detectada es va anomenar fluorescència retardada de "tipus E", però el mecanisme no es va entendre completament. El 1986, aquest mecanisme es va investigar més a fons i es va descriure en detall utilitzant tions aromàtiques, però un ús pràctic només es va identificar molt més tard.
L'aplicació del mecanisme TADF per a la generació eficient de llum en OLED va ser proposada el 2008 per Yersin i els seus col·laboradors i posteriorment s'ha estudiat intensament. Originalment, el mecanisme corresponent es va designar com a "mecanisme de recol·lecció de singlets". Des del 2009, el mecanisme ha estat investigat àmpliament per Chihaya Adachi i els seus col·laboradors, així com per altres grups de recerca. Es va publicar una sèrie d'articles que informaven sobre estratègies efectives de disseny molecular de TADF centrades en diferents compostos de TADF. Estudis exhaustius de pantalles OLED emissores de llum verda, taronja i blava basades en materials TADF orgànics van despertar l'interès en el camp dels TADF. Aquest mecanisme aviat es va considerar com una possible alternativa d'alta eficiència als compostos fluorescents i fosforescents tradicionals utilitzats fins ara en les pantalles d'il·luminació. Els materials TADF es consideren la tercera generació d'OLED després dels dispositius basats en fluorescents i fosforescents.

## Mecanisme

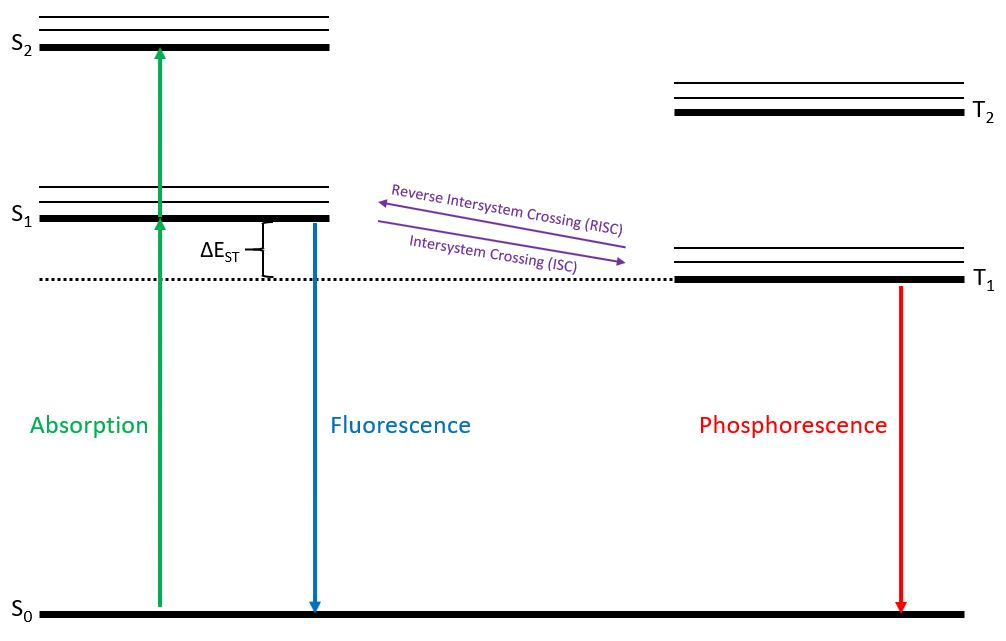
Vies de fotoluminescència i nivells d'energia associats

Els passos del mecanisme TADF es mostren a la figura de la dreta (on se suposa que l'estat fonamental és un estat singlet, cosa que sol ser el cas, però no sempre). En el procés electroluminescent, que s'observa en els OLED, una excitació elèctrica condueix a la població d'estats singlet i triplet de les molècules de TADF. Des de l'estat singlet es pot produir una transició permesa a l'estat fonamental de singlet electrònic en una escala de temps de 10 a 100 nanosegons per a molècules orgàniques de TADF. Aquesta emissió representa la fluorescència immediata. Principalment, l'electró pot patir una desexcitació prohibida des de l'estat triplet excitat, l'electró pot patir una desexcitació prohibida a l'estat fonamental com a transició radiativa, anomenada fosforescència, o com a procés no radiatiu. Tanmateix, això passa en una escala de temps molt més lenta, de l'ordre de microsegons a segons. Tanmateix, en casos adequats, l'activació tèrmica des de l'estat triplet a l'estat singlet excitat, l'encreuament intersistema invers, pot poblar l'estat singlet en un procés ràpid mitjançant l'extinció de la població de l'estat triplet. Com a conseqüència, s'observa fluorescència retardada. En conseqüència, quan un material TADF s'excita electrònicament, presenta fluorescència ràpida i fluorescència retardada, que normalment es produeixen a (gairebé) la mateixa longitud d'ona. Alguns compostos organometallics de transició poden mostrar tant TADF com fosforescència relativament ràpida.
En una OLED basada en materials fluorescents tradicionals només és possible la recol·lecció de la població d'estats singlets. Així, a causa de les estadístiques d'espín només es pot explotar el 25% de l'excitació. D'altra banda, tant els materials fosforescents específics com els TADF tenen la capacitat de recol·lectar l'excitació tant dels estats singlet com triplet, cosa que teòricament permet a aquests materials convertir prop del 100% dels excitons generats elèctricament, donant-los un gran avantatge respecte als materials tradicionals basats en fluorescents. Tanmateix, a causa de les pèrdues per desacoblament de la llum en els dispositius OLED, l'eficiència quàntica externa (EQE) és, sense emprar estratègies específiques de millora del desacoblament, substancialment inferior, situant-se lleugerament per sobre del 5% i el 20%, respectivament.

### OLEDs, excitons, estadístiques d'espín i electroluminescència

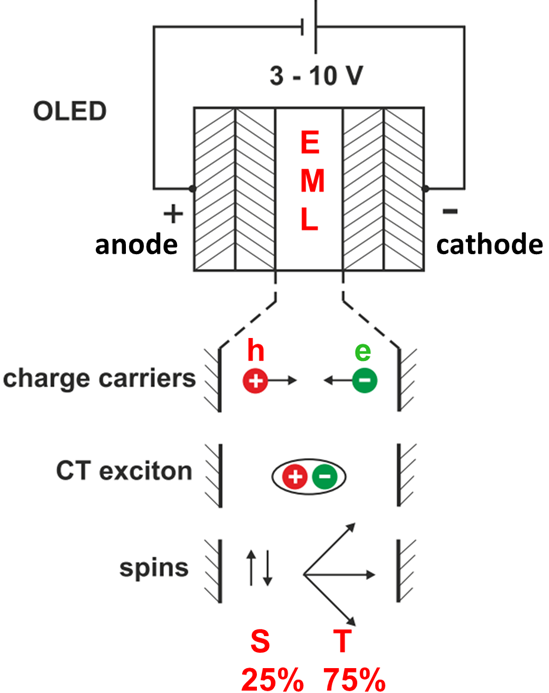
Estructura OLED esquemàtica i simplificada. A la capa d'emissió (EML), els electrons (e) i els forats (h) s'atrauen mútuament per interacció de Coulomb de llarg abast. L'acoblament dels espíns del forat i l'electró condueix a excitons singlets (S) i triplets (T) en una proporció de 25 % a 75 %.

Un dispositiu OLED consta d'un càtode i un ànode, i entremig diverses capes que garanteixen un transport optimitzat d'electrons (des del càtode) i un transport de forats (des de l'ànode) cap a la capa d'emissió, on les molècules emissores estan dopades en una matriu amfitriona. La figura mostrada mostra esquemàticament una estructura simplificada d'un dispositiu OLED. Normalment, s'apliquen altres capes, com ara capes d'injecció d'electrons i forats, així com capes de bloqueig d'electrons i forats, respectivament, per confinar tant els electrons com els forats a la capa d'emissió (EML). Per a OLED d'alt rendiment, s'ha d'aconseguir un balanç de portadors de càrrega optimitzat. El gruix de les diferents capes suma només uns quants centenars de nanòmetres.
Tant l'electró com el forat s'atrauen mútuament mitjançant forces de Coulomb de llarg abast, fins i tot fins a una separació d'uns 15 nm. Els parells electró-forat lligats representen els excitons. Molt sovint, un dels portadors de càrrega, forat o electró, queda atrapat a la molècula emissora, mentre atrau la càrrega oposada. En aquesta situació, l'excitó representa un excitó de transferència de càrrega (CT). Cada portador de càrrega porta un espín i ambdós espins s'acoblen mitjançant els seus moments magnètics. A causa de les regles de la mecànica quàntica, els espins es poden combinar de quatre maneres diferents: en una orientació antiparal·lela, donant un singlet S amb una multiplicitat d'1, i tres orientacions paral·leles diferents, donant un triplet T amb una multiplicitat de 3 (vegeu la figura). Per a un conjunt de portadors de càrrega, els electrons (e) i els forats (h) s'acoblen segons la regla següent
4(e + h) = 1 S + 3 T
Així, l'estadística d'espín dóna com a resultat 25 % excitons singlets i 75 % excitons triplets. En altres paraules, els estats d'excitó corresponents, 1CT(excitó) i 3CT(excitó), es poblen en conseqüència. Posteriorment, la relaxació ràpida sense radiació per espín, que es produeix dins de la varietat d'estats singlet i triplet respectiva, condueix a la població dels estats singlet i triplet excitats energèticament més baixos de la molècula emissora. Com a conseqüència, pel que fa a un conjunt de molècules emissores dopades, l'excitació elèctrica resulta en 25 % estats singlets excitats i en 75 % estats triplets. Finalment, les propietats d'aquestes molècules emissores no només determinen el color de l'emissió, el rendiment quàntic de la luminescència, el temps de decaïment de l'emissió, etc., sinó que són crucialment responsables de la recol·lecció dels excitons singlets i triplets. En altres paraules, la població dels diferents estats d'espín dels excitons s'hauria de relaxar fins als estats excitats més baixos de les molècules dopades i després transferir-se a la llum, representant l'electroluminescència. Tanmateix, això no passa per a totes les molècules luminescents, fins i tot si mostren gairebé 100 % de rendiment quàntic de fotoluminescència, perquè, per exemple, la recol·lecció d'excitons és incompleta. Així, només molècules específiques poden garantir l'explotació màxima de totes les excitacions singletes i tripletes. Això es pot aconseguir amb complexos metàl·lics fosforescents o molècules de TADF.

### Factors que afecten el TADF

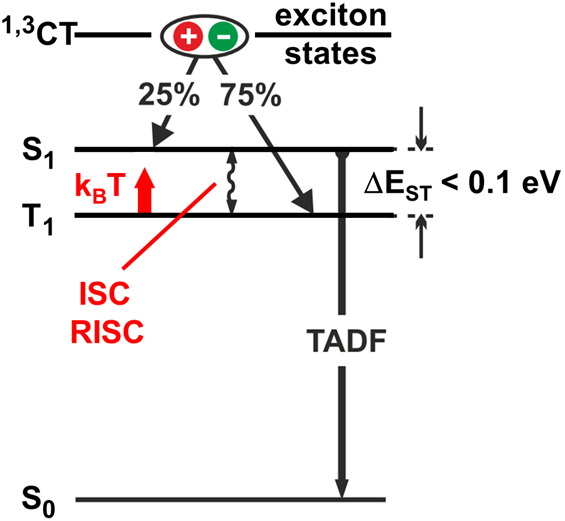
Esquema de nivells d'energia de les molècules de TADF i camins de relaxació dels estats d'excitó ^{1,3}CT. El valor ΔE_{ST} es dóna per a una orientació aproximada. kBT representa l'energia tèrmica disponible. ISC i RISC signifiquen, respectivament, encreuament intersistemes i encreuament intersistemes invers.

Diverses propietats cinètiques clau dels materials TADF determinen la seva capacitat per generar llum de manera eficient mitjançant fluorescència retardada, alhora que minimitzen les vies de pèrdua tèrmica. Les taxes de creuament intersistema (ISC), anomenades kISC, i de creuament intersistema invers (RISC), donades per kRISC, ambdues determinades per l'acoblament espín-òrbita, haurien de ser tan ràpides com sigui possible. En particular, kRISC hauria de ser més ràpid que les taxes de les vies de relaxació de triplets no radiatives. La majoria de les vies triplet no radiatives, com l'anihilació triplet-triplet, l'extinció triplet o la decaïment tèrmic, es produeixen en un temps de microsegons o més, que normalment és llarg en comparació amb el temps RISC. Així, en condicions adequades, la població d'estats singlets és més ràpida.
Una altra propietat clau és la diferència d'energia entre els estats singlet i triplet ΔEST. En particular, com que k RISC depèn exponencialment d'aquesta bretxa energètica, hauria de ser petita, és a dir, inferior a unes quantes vegades l'energia tèrmica disponible a temperatura ambient (≈25,6 meV) per permetre eficaçment un encreuament invers ràpid entre sistemes. Per tant, la minimització d'aquesta bretxa energètica es considera una de les estratègies més importants en la síntesi de possibles materials TADF. Les estratègies més efectives emprades fins ara per sintetitzar molècules de TADF es basen en grups donants i acceptors espaiats o retorçats entre si. Això redueix eficaçment la bretxa energètica ΔEST.
A més, el temps de decaïment del TADF, que representa un altre paràmetre clau, hauria de ser el més curt possible per tal de reduir les reaccions químiques no desitjades durant la població de l'estat excitat. Això representa un repte addicional i requereix estratègies de disseny molecular específiques.

## Estructures químiques

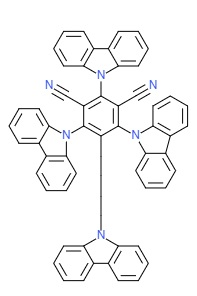
Estructura química del material TADF 4CzIPN

Les estructures químiques de molts materials TADF d'ús comú reflecteixen el requisit de minimitzar el ΔEST mostrant una estructura retorçada. Un dels materials TADF més utilitzats i reeixits, el 2,4,5,6-tetra(9H-carbazol-9-il)isoftanonitril (4CzIPN), conté aquest tipus d'estructura, ja que els grups carbazol inferior i superior es poden veure com a plans i coplanars, mentre que els grups carbazol inferior esquerre i inferior dret es poden considerar com a entrants i sortints de la pàgina. Aquest tipus de molècula conté grups donants i acceptors d'electrons que mostren un petit solapament orbital entre l'orbital molecular més alt ocupat (HOMO) i l'orbital molecular més baix desocupat (LUMO). Com a conseqüència, es produeix una petita divisió singlet-triplet, un petit ΔEST.
Molts materials TADF altament eficients contenen múltiples grups carbazol com a donants d'electrons i, per exemple, incorporen acceptors d'electrons, com ara triazines, sulfòxids, benzofenones i grups basats en espiro. La taula següent mostra diversos exemples d'aquests compostos que s'ha informat que produeixen altes eficiències i ΔEST relativament petits.
| Nom químic  | Longitud d'ona de fotoluminescència (nm) | Longitud d'ona d'electroluminescència (nm) |
| ----------- | ---------------------------------------- | ------------------------------------------ |
| 34TCzPN     | 448                                      | 475                                        |
| DMAC-TRZ    | 495                                      | 495                                        |
| Ac-MPM      | 489                                      | 489                                        |
| DMAC-DPS    | 465                                      | 476                                        |
| DTCBPy      | 518                                      | 514                                        |
| ACRSA       | 485                                      | 490                                        |
| POB-PZX     | 482                                      | 503                                        |
| PXZ-Mes 3 B | 507                                      | 502                                        |

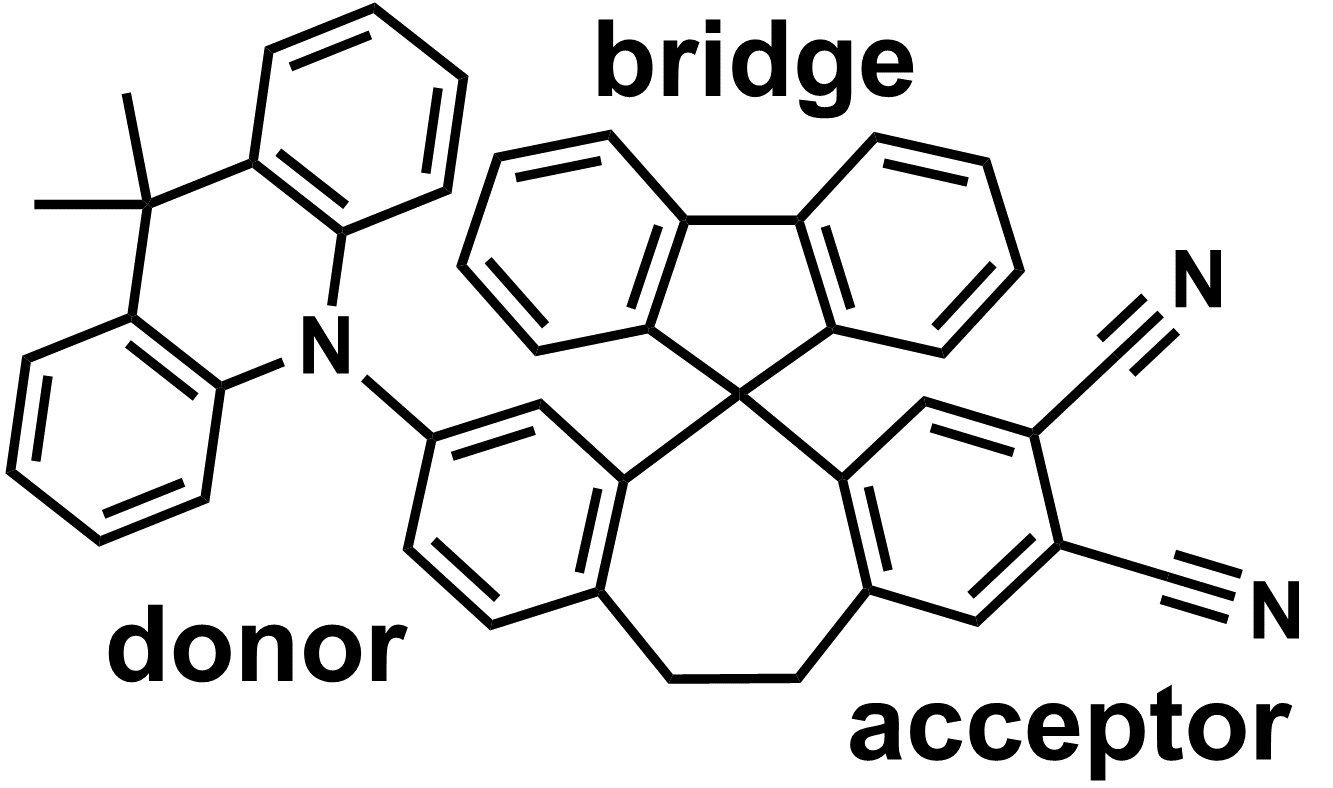
Estructura química de la molècula DSH per a l'aplicació OLED que mostra un interval d'energia ultrapetit ΔE_{ST} i un temps de decaïment d'emissió ultraràpid.

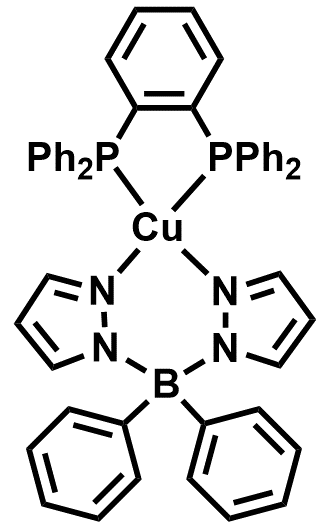
Estructura química d'un complex de Cu(I) que mostra un comportament distintiu de TADF, mostrat com a exemple.

En una estratègia de disseny recent, els grups donants i acceptors d'electrons estan separats per dos ponts, que condueixen a la molècula DSH. Per a aquesta molècula, es produeix un solapament orbital extremadament petit entre HOMO i LUMO. Així, s'obté un interval d'energia ultrapetit ΔEST entre els estats singlet i triplet més excitats de només aproximadament 1 meV. Per a aquesta molècula específica, s'aconsegueix un temps de decaïment d'emissió ultracurt, que es troba en el rang de temps submicrosegons. Un dispositiu OLED fabricat mostra una EQE de ≈ 19%.
Diversos complexos organometallics de transició, per exemple, basats en centres metàl·lics de Cu(I), Ag(I), Au(I), Au(III), també presenten un comportament TADF diferent. En particular, els compostos de Cu(I) sintetitzats amb diferents lligands mostren una àmplia gamma de valors ΔEST, que s'estenen des d'uns 33 fins a 160 meV. El compost de Cu(I) representat mostra un exemple.
Els estudis fotofísics sistemàtics, incloent-hi estudis teòrics d'un gran nombre de compostos de Cu(I), permeten una comprensió detallada de les propietats del TADF. En particular, es demostra que el temps de decaïment del TADF no només ve donat per la bretxa d'energia ΔEST, sinó també per l'estat excitat singlet a la taxa de transició de l'estat fonamental singlet. A més, la variació de l'acoblament espín-òrbita, tal com es realitza mitjançant un canvi químic, permet la modificació de les taxes ISC i d'ISC inverses, així com l'afinació de la fosforescència a més de l'emissió de TADF.
A més, es fa referència a investigacions recents amb complexos carbè-M(I)-amida de dues coordenades amb M(I) = Cu(I), Ag(I) i Au(I). Aquests compostos presenten TADF de vida curta amb un rendiment quàntic d'emissió elevat. Fins i tot materials robustos per a OLED que mostren una llarga vida útil del dispositiu (LT90 > 1000 hores a 1000 cdm−2).

## Aplicacions

### LED orgànics

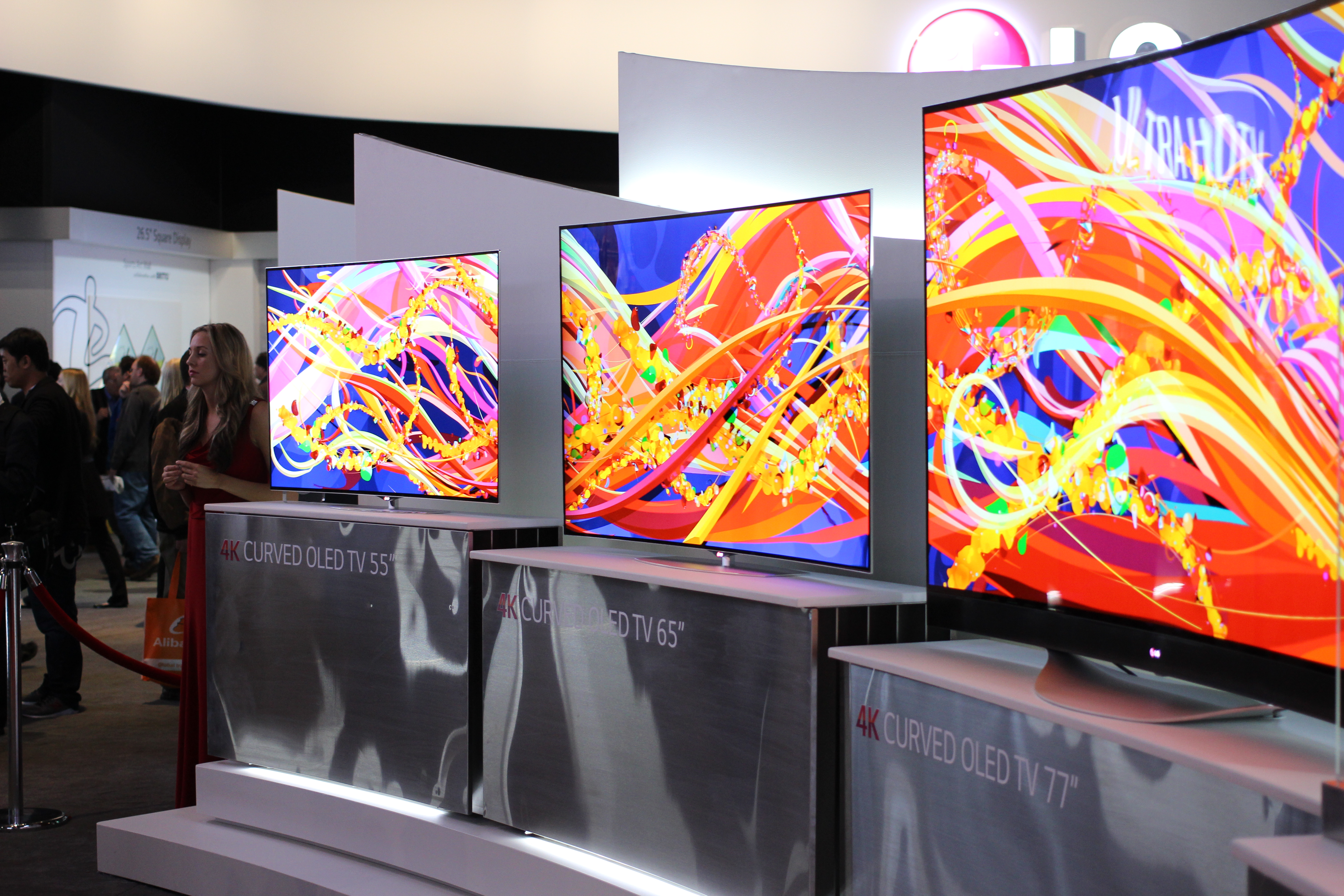
Televisor OLED corbat 4K de LG

La gran majoria de la recerca sobre materials basats en TADF se centra en millorar l'eficiència i la vida útil dels OLED basats en TADF. Els díodes emissors de llum orgànics o OLED han proporcionat una alternativa a les pantalles de cristall líquid (LCD) tradicionals a causa del contrast millorat, el temps de resposta, l'angle de visió més ampli i la possibilitat de fabricar pantalles flexibles. La majoria d'OLED que actualment estan disponibles comercialment utilitzen emissors de metalls de transició organofosforescents, que pertanyen a la segona generació d'OLED. Tenen l'avantatge d'una vida útil elevada per als colors d'emissió vermell i verd, però encara es troben vides útils baixes per als materials emissors blaus. Així, per a la generació de llum blava, s'apliquen molècules orgàniques tradicionals.
Sovint, es considera que els OLED basats en TADF poden representar la tercera generació d'OLED. No obstant això, la gran majoria de la recerca sobre materials basats en TADF encara se centra en millorar l'eficiència, la vida útil del dispositiu operatiu i la puresa del color, tot i que les primeres pantalles OLED que utilitzen emissors TADF ja són al mercat. Aquests dispositius es basen en emissors TADF combinats amb emissors orgànics fluorescents de color pur. Els materials TADF recol·lecten de manera eficient tots els excitons excitats elèctricament. Representen donants per a una transferència eficient d'energia sense radiació als acceptors fluorescents, que finalment emeten llum. El mecanisme corresponent es va anomenar hiperfluorescència.

### Imatges de fluorescència
Els materials basats en TADF tenen un avantatge únic en algunes tècniques d'imatge a causa de les seves vides d'emissió més llargues que els materials que mostren fluorescència ràpida. Per exemple, la molècula ACRFLCN que presenta TADF mostra una forta sensibilitat envers l'oxigen triplet, cosa que la converteix en un sensor d'oxigen molecular eficaç. El derivat de fluoresceïna DCF-MPYM ha demostrat èxit en el camp de la bioimatge, ja que la seva llarga vida útil permet obtenir imatges de fluorescència amb resolució temporal en cèl·lules vives. Aquests compostos orgànics personalitzats són especialment prometedors en aplicacions de bioimatge a causa de la seva baixa citotoxicitat en comparació amb compostos tradicionals com els complexos de lantànids.

### Mecanoluminescència
Els compostos TADF també es poden sintetitzar per exhibir un canvi de color ajustable en funció de la mida macroscòpica de les partícules en forma de pols. En aquests compostos, es pot produir un canvi de color de l'emissió de llum a través de la mòlta mecànica, un fenomen anomenat mecanoluminescència. Concretament, s'han sintetitzat compostos asimètrics amb grups difenil sulfòxid i fenotiazina que mostren un mecanocromisme linealment sintonitzable a causa d'una combinació de fluorescència i TADF. El compost anomenat SCP mostra pics d'emissió duals en el seu espectre de fotoluminescència i canvia de color verd a blau mitjançant la mòlta mecànica.

## Reptes
La investigació de materials TADF ha proporcionat resultats impressionants i els dispositius fabricats amb aquests compostos ja han aconseguit un bon rendiment amb altes eficiències quàntiques. No obstant això, la síntesi i l'aplicació de materials TADF encara té múltiples reptes a superar abans que siguin comercialment viables. Probablement, el major obstacle és la dificultat de produir molècules de TADF que emetin llum blava amb una vida útil raonable. La fabricació d'OLED emissors de llum blava de llarga vida útil és un repte no només per als TADF, sinó també per als materials fosforescents. Això es deu a les vies de degradació a l'alta energia de la llum blava. Una altra dificultat en la producció de materials TADF eficients és la manca de coneixement suficient sobre les relacions detallades entre estructura i propietats per a un disseny molecular racional. Tot i això, la combinació de grups donants i acceptadors i el tipus d'estructura molecular retorçada o en pont ja proporcionen bons conceptes fonamentals de partida per a nous conceptes de materials.